# Pam & Tommy
Pam & Tommy è una miniserie televisiva del 2022, incentrata sulle star Pamela Anderson e Tommy Lee, interpretati da Lily James e Sebastian Stan.

## Trama
La miniserie racconta le vicende che, sul finire degli anni '90, gettarono scandalo sulle star Pamela Anderson e Tommy Lee in seguito alla diffusione di un loro video intimo durante la prima notte di nozze.

## Distribuzione
I primi 3 episodi della miniserie sono usciti, in Italia, sulla piattaforma Disney+, come Star Original, il 2 febbraio 2022.

## Puntate
| Miniserie           | Puntate | Distribuzione |
| ------------------- | ------- | ------------- |
| Lista delle puntate | 8       | 2022          |

## Personaggi e interpreti

### Personaggi principali
- Pamela Anderson, interpretata da Lily James
- Tommy Lee, interpretato da Sebastian Stan
- Rand Gauthier, interpretato da Seth Rogen
- Michael Morrison, interpretato da Nick Offerman
- Erica Gauthier, interpretata da Taylor Schilling

### Personaggi ricorrenti
- Melanie, interpretata da Pepi Sonuga
- Butchie, interpretato da Andrew Dice Clay
- Steve Fasanella, interpretato da Spenser Granese
- Gail Chwatsky, interpretata da Mozhan Marnò
- Seth Warshavsky, interpretato da Fred Hechinger
- Hugh Hefner, interpretato da Mike Seely

## Accoglienza

### Critica
La serie  è stata accolta in maniera positiva dalla critica. L'aggregatore di recensioni Rotten Tomatoes ha un indice di gradimento del 79% basato su 109 recensioni, con un voto medio di 7,3 su 10; il consenso critico del sito recita: “Pam & Tommy a volte sottovaluta la propria critica del voyeurismo culturale con una lussuriosa stilizzazione, ma la performance di Lily James dà a questa squallida opera un cuore innegabile.“ Metacritic, invece, ha dato alla serie un punteggio pari a 70 su 100, basato su 43 recensioni.

## Riconoscimenti
- 2023 – Golden Globe[6]
  - Candidatura per miglior miniserie o film per la televisione
  - Candidatura per miglior attore protagonista in una mini-serie o film per la televisione a Sebastian Stan
  - Candidatura per miglior attrice protagonista in una mini-serie o film per la televisione a Lily James
  - Candidatura per miglior attore non protagonista in una serie a Seth Rogen
- 2023 – Critics' Choice Awards[7]
  - Candidatura per la miglior miniserie TV
  - Candidatura per miglior attore protagonista in una miniserie o film TV a Sebastian Stan
  - Candidatura per migliore attrice protagonista in una miniserie o film TV a Lily James
- 2022 – Premio Emmy[8]
  - Candidatura per miglior miniserie
  - Candidatura per miglior attore protagonista in una miniserie o film a Sebastian Stan
  - Candidatura per miglior attrice protagonista in una miniserie o film a Lily James
  - Candidatura per miglior attore non protagonista in una miniserie o film a Seth Rogen
  - Candidatura per miglior casting per una miniserie, film o speciale a Mary Vernieu e Lindsay Graham Ahanonu